# 서울 지장사 철불좌상
서울 지장사 철불좌상(서울 地藏寺 鐵佛坐像)은 서울특별시 동작구, 국립서울현충원 내 호국지장사에 있는 고려시대의 불상이다. 1991년 5월 28일 서울특별시의 유형문화재 제75호로 지정되었다.

## 개요
서울 동작구 사당동 지장사에 있는 철로 만든 약사불로 전체 높이 98cm, 폭 70cm의 불상이다.
얼굴은 둥글면서도 수척한 모습이고, 상체는 비교적 당당하지만 양 어깨를 강조하여 움추린 모습이다. 왼쪽 어깨만 감싸고 있는 옷은 주름표현이 선명하고, 왼손에는 약그릇을 잡은 것처럼 표현하여 약사불의 손모양을 하고 있다.
고려 초기의 특징을 잘 보여주고 있는 철불좌상이며 당시에는 보기 드문 약사불로 신앙사 연구 등에 중요한 자료가 된다.

## 참고 자료
- 지장사 철불좌상 - 국가유산청 국가유산포털